# Vârfurile (okręg Prahova)
Vârfurile – wieś w Rumunii, w okręgu Prahova, w gminie Valea Călugărească. W 2011 roku liczyła 111
mieszkańców.